# 亚伯拉罕·B·约书亚
亚伯拉罕·加布里埃爾（博利）·约书亚（希伯來語：‎，羅馬化：Avraham Gabriel Yehoshua，1936年12月19日—2022年6月14日）是一位以色列小说家、散文家和剧作家。他的笔名是A·B·约书亚。

## 简介
A.B.约书亚在他的西班牙系犹太家族中属于第五代耶路撒冷人。他的父亲亚克夫۰约书亚是一位专门研究耶路撒冷历史的学者兼作家，母亲马尔卡۰罗丝莉欧于1932年从摩洛哥移民至此。
约书亚在1954年到1957年服役期间是部队的一名跳伞兵。高中是耶路撒冷的Gymnasia Rehavia。在耶路撒冷的希伯来大学攻读完文学和哲学后，他开始教书。那时他居住在耶路撒冷的Neve Sha'anan社区。
1963年至1967年期间，他在巴黎担任世界犹太学生联盟的秘书长一职。自1972年起，他在海法大学教授比较文学和希伯来文学，同时他享有全职教授的头衔。1975年，他受邀成为牛津大学圣十字学院的客座作家。之后，他还是哈佛大学（1977年）、芝加哥大学（1978、1997和2000年）和普林斯顿大学（1992年）的客座教授。
他的妻子丽芙卡是一位临床心理学家和心理分析学家，他们拥有一个女儿、两个儿子以及六个孙辈。

## 写作生涯
从他结束兵役开始，约书亚便开始发表小说。他的第一本故事集《老人之死》出版于1962年。由此他成为了以色列作家“新浪潮”一代中的著名人物，这一代的作家与之前的早期作家不同，他们关注的是个体和人际关系，而不是团体。约书亚称他的作品受到弗朗茨·卡夫卡、萨缪尔·约瑟夫·阿格农以及威廉·福克纳的极大影响。哈罗德·布鲁姆曾在《纽约时报》的一篇文章中将约书亚比作福克纳，并在《西方的大炮》一书中提到过他。
约书亚创作过九部长篇小说、三部短篇小说、四部戏剧以及四部散文集，他的最新作品《家乡的课》是一部反思身份和文学的散文集。他最受褒奖的一部小说《曼尼先生》（Mr. Mani）通过跨越一个世纪的五个对话，从跨时代的角度来看待犹太人身份和以色列。导演莱姆·罗伊维将其改编成一部五集的电视系列片。他最近的一部小说《友好的火》深入探讨了以色列家庭关系的本质。在一部以色列和坦桑尼亚两地之间不断切换场景的剧中，约书亚探讨了个人的悲伤和痛苦。他的作品已在28个国家进行了翻译并出版，其中多部作品被改编成电影、电视剧、戏剧和歌剧。

## 觀點和意見
約書亞是以色列和平運動的積極分子，他在論文和採訪中闡述了自己的政治觀點，並出席了日內瓦協議的簽署，約書亞是以色列佔領和巴勒斯坦政治文化的長期批評者。在2009年以色列大選之前，他和其他知識分子代表鴿派的新運動動員起來。
據新聞報報導，在2008年加沙战争之前，他向加沙居民發出呼籲，敦促他們結束暴力。他解釋了為什麼以色列的行動是必要的以及為什麼它需要結束：“正是因為加沙人是我們的鄰居，我們需要在這次行動中保持相稱。我們需要盡快達成停火。我們將永遠是鄰居，所以流的血越少，未來就會越好。” 約書亞補充說，作為停火的一部分，他很高興邊境口岸完全開放，巴勒斯坦人在以色列工作。
約書亞因聲明“只有在猶太國家才能擁有完整的猶太人生活”而受到美國猶太社區的批評。他聲稱其他地方的猶太人只是在“玩弄猶太教”，“僑民猶太教是手淫”耶霍舒亞對《耶路撒冷郵報》的編輯和記者說。他說，在以色列，這是“真實的東西”。

## 奖项和荣誉
- 1983年，A.B. 约书亚荣获布莱纳奖。
- 1986年，他荣获奥尔特曼奖。
- 1989年，他与Avner Treinin共同荣获拜力克文学奖。
- 1995年，他荣获以色列希伯来文学奖。
- 他还荣获美国的国家犹太图书奖和科雷特犹太图书奖，以及英国的犹太人季度温盖特文学大奖。
- 2005年，约书亚获得首届人类图书国际大奖。
- 2006年，《耶路撒冷女人》荣获洛杉矶时代图书奖。
- 在意大利，他荣获格林扎纳·卡佛文学奖、弗里埃诺文学奖、波卡蒂奥奖和维埃雷戈终身成就奖。2003年，他的小说《被解放的新娘》荣获那不勒斯一流文学奖和蓝佩杜萨文学奖。2008年，他凭借《友好的火》获得罗马文学奖。
- 他分别在希伯来联合学院（1990年）、特拉维夫大学（1998年）、都灵大学（1999年）、巴伊兰大学（2000年）和比萨高级师范学校（2012年）获得了荣誉博士学位。

2005年，以色列新闻网站Ynet举办了一次投票，评选公众心目中最伟大的200位以色列人，他被评选为第77位。

## 政治观点
A. B. 约书亚是一位坚持不懈、热情支持以色列和平运动的积极分子，他参与了《日内瓦协议》的签署，并在散文和采访中自由发表他的政治观点。他是以色列占领巴勒斯坦的长期反对者，但同时也是巴勒斯坦人的长期批判者。
在2009年的以色列大选前不久，他和其他一些知识分子积极鼓动和提倡旨在和平的“新运动”。
约书亚在意大利《新闻报》中说过，早在2008至2009年的以色列加沙冲突爆发之前，他就首次参与过以色列的和平运动——他曾出版过一份针对加沙居住者的倡议，敦促他们结束暴力。接着，他还解释了“为什么有必要实施以色列行动，以及尽快结束它的迫切程度。”正是因为加沙人民是我们的邻邦，他说道，“我们必须在行动中注意协调，我们必须努力尽快实现停火。”“我们永远都是邻邦，所以流的血越少，未来就会越美好。”他补充道。约书亚还说，他十分希望能完全开放两国边境，甚至希望巴勒斯坦工人来以色列工作能成为停火协议中的一部分。